# Рыцарь телеги, или Ланселот
«Рыцарь телеги, или Ланселот» (фр. Lancelot, le Chevalier de la Charrette) — роман Кретьена де Труа.

## История создания
Роман начат по заказу графини Марии Французской, но так и не окончен. Полагают, что Кретьену попросту надоело описывать безумства влюблённого Ланселота, но, несомненно, поэт был вначале увлечён сюжетом и возможностями его разработки. Роман был закончен клириком Годфруа Ланьи, дописавшего концовку уже после Кретьена.

## Сюжет
Сюжет романа составляют поиски похищенной королевы Гвиневры.
Неизвестный рыцарь грозного вида похищает королеву Гениевру, которую хвастливый и ничтожный сенешал Кей не сумел защитить. Ланселот, влюбленный в королеву, бросается в погоню. Он спрашивает у встреченного на пути карлика, по какой дороге удалился похититель, на что карлик обещает ответить в том случае, если Ланселот согласится сначала проехаться в телеге. После минутного колебания Ланселот ради безграничной своей любви к Гениевре решает вытерпеть это унижение. После ряда опасных приключений он достигает замка короля Бадемагю, где сын последнего Мелеаган, похититель Гениевры, держит в плену Гениевру. Чтобы освободить ее, Ланселот вызывает Мелеагана на поединок. Во время боя, видя, что его сыну приходится плохо, Бадемагю просит заступничества у Гениевры, взирающей на бой, и она приказывает Ланселоту поддаваться противнику, что он и исполняет покорно, подвергая свою жизнь опасности. Честный Бадемагю объявляет Ланселота победителем и ведет его к Гениевре, но та отвращает свой взор от недоумевающего влюбленного. С большим трудом он узнает о причине гнева Гениевры: гнев вызван тем, что одно мгновение он все же колебался, прежде чем сесть в телегу. 
Лишь после того как Ланселот в отчаянии хочет покончить с собой, Гениевра прощает его и впервые за все то время, что он любит ее, назначает ему свидание. Освобожденная Гениевра возвращается к своему двору, между тем как люди Мелеагана предательски хватают Ланселота и сажают его в темницу. При дворе Артура устраивается турнир, в котором Ланселот, узнавший об этом, жаждет принять участие. Жена тюремщика под честное слово отпускает его на несколько дней, Ланселот сражается на турнире, Гениевра по его доблести узнает его и решает проверить свою догадку. Она велит передать рыцарю, что просит его сражаться как можно хуже. Ланселот начинает вести себя как трус, делаясь всеобщим посмешищем. Тогда Гениевра отменяет свой приказ, и Ланселот получает первый приз, после чего незаметно удаляется с турнира и возвращается в темницу. 

Финалом романа является описание того, как сестра Мелеагана, которой Ланселот оказал большую услугу, обнаруживает место его заключения и помогает ему бежать. В дописанном Годфруа финале спасённый из темницы Ланселот поражает Мелеагана в последней битве.

## Анализ
Важно в романе противопоставление безрассудного Ланселота рассудительному Гавейну: поиски последнего оказываются обречёнными на неудачу. Побеждает не разум, но чувство. Из-за своей одержимости Ланселот попадает в опаснейшие переделки, но именно благодаря одухотворённости любовью он везде становится победителем.
Отношение Кретьена де Труа к куртуазной интерпретации любви, отразившейся в «Ланселоте», не вполне серьёзно. Не случайно поэт не закончил книгу; не случайно также в повествовании ощущаются иронические нотки. Особенно — в описании любовных безумств героя (когда он, например, сражается с Мелеагантом, повернувшись к нему спиной — чтобы не терять из поля зрения свою возлюбленную, взирающую на поединок из башенного оконца).
Кретьен был первым, кто ввёл в «британский миф» Ланселота: у его предшественника Васа Ланселот не упомянут.

## Переводы
- Кретьен де Труа. Ланселот, или Рыцарь Телеги / пер. со ст.-франц. Н. В. Забабуровой и А. Н. Триандафилиди, ст., примеч. Н. В. Забабуровой. — РнД.: Foundation, 2012. — 328 с. — 200 экз. — ISBN 978-5-4376-0072-6; М. Common press, 2013—328 с. — ISBN 978-99970-0102-3.